# Jardin Gabriële-Buffet
Le jardin Gabriële-Buffet, autrefois « jardin de la rue Pali-Kao »,  est un espace vert du 20e arrondissement de Paris, en France.

## Situation et accès
Le site est accessible par le 38, rue de Pali-Kao.
Il est desservi par la ligne 2 à la station Couronnes.

## Origine du nom
Le jardin rend hommage à Gabriële Buffet-Picabia (1881-1985), musicienne française, et se situe à proximité de la rue Francis-Picabia.

## Historique
Le jardin est créé en 1989 sous le nom de « jardin de la rue Pali-Kao ».
En décembre 2021, le « jardin de la rue Pali-Kao » est renommé « jardin Gabriële-Buffet ».